# Delphinium macrocentrum
Delphinium macrocentrum är en ranunkelväxtart som beskrevs av Oliver. Delphinium macrocentrum ingår i släktet storriddarsporrar, och familjen ranunkelväxter. Inga underarter finns listade i Catalogue of Life.